# Playa nudista

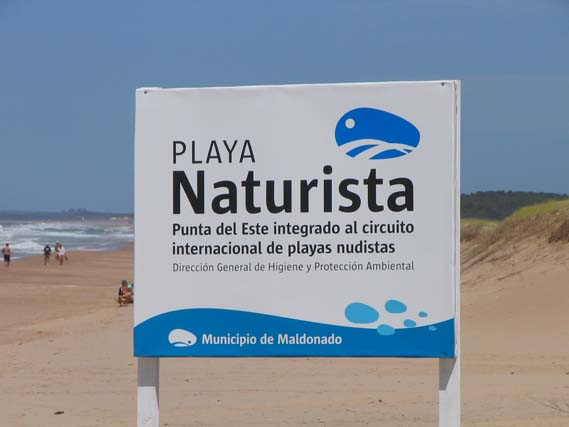
Cartel en una playa nudista en Uruguay.

Una playa naturista o nudista es una playa o zona costera especialmente habilitada para practicar el nudismo, es decir, donde está permitido a los usuarios no usar vestimenta y por lo tanto, la exposición pública de los órganos genitales, tanto hombres como mujeres y niños. Ello tampoco implica la obligatoriedad de la desnudez integral.

## Filosofía
Las personas que visitan estas playas no tienen por qué argüir el pertenecer a una asociación nudista o proclamar su defensa como ideología, sino que su presencia puede deberse simplemente a que disfrutan con el hecho de estar total o parcialmente desnudos, porque les agrada la compañía de otras personas de la misma índole, por curiosidad, por filosofía personal o simplemente porque piensan que se trata de un contexto en donde la ropa es innecesaria y en general las playas nudistas sirven para disfrutar de la libertad y fomentar el respeto.
Es común entre las personas que acuden a estas playas tener una idea del cuerpo como algo natural, estético y libre de tabúes.

## Tipos de playa
A pesar de la simplicidad asociada a la libre expresión en esta clase de contexto, existen diferencias establecidas según el peso normativo con que se quiera implantar su práctica. De este modo existirían los siguientes tipos de playas, aunque la situación varía mucho según la legislación en cada país:
1. Aquellas donde el nudismo es ilegal y restrictivo. Desnudarse derivará por tanto en apremiar a vestirse, burla, sanción o arresto.
2. Otras donde el nudismo no es oficial pero, sin embargo, tolerado por las autoridades.
3. Y finalmente estarían contempladas aquellas playas nudistas con carácter oficial. Dentro de las mismas existirían además otros dos tipos:
  1. Playas nudistas oficiales de carácter obligatorio.
  2. Y las opcionales, es decir, es permisible pero no requerible.

En España por ejemplo, el nudismo no es ilegal y no se pueden segregar las playas nudistas de las no nudistas. Las clasificadas como nudistas son más por la práctica que por estar declaradas así en las ordenanzas.

## Ubicación de las playas nudistas
Las playas nudistas suelen estar situadas a cierta distancia de la parte central del complejo turístico o de la zona de recreo del pueblo (por eso son más libres y limpias que las playas "vestidas"), pero en un lugar realmente accesible a pie o en transporte fácil.
Supongamos que no hay un aislamiento explícito de la playa nudista de la zona no nudista. En ese caso, los nudistas intentan mantener al menos cierta distancia con las personas que llevan traje de baño para minimizar la incomodidad mutua.
En Europa hay unas 283 playas nudistas. La mayoría están en Europa Central (Croacia y Grecia), y menos en Europa Occidental y del Norte (Francia, Portugal, Dinamarca, Holanda, etc.).